# Ohalo
Ohalo (formelt Ohalo II) er et arkæologisk sted ved Genesaretsøen i Nord-Israel. Ohalo II fra ca 18.000 f.Kr. er blandt de allerældste steder med utvetydig fund af bebyggelse, neolitisk levevis, med stensatte runde huse, forbrug af vildkorn (hvede og byg) og liggende kværnsten til korn. Levevisen ved Ohalo var ikke fuldværdig landbrug, men systematisk og stedfast samling af vilde korn og mere end 100 andre plantesorter fra søkanten til 1.000 meters højde.
Det blev drevet omfattende fiskeri og jagt på en række små og mellemstore dyr, men det er ikke fundet spor af husdyrhold.
Stedet lå den gang ved en stor sø, Lisansøen. som dækkede det som i dag er Dødehavet, Genesaretsøen og landet imellem – det vil sige Jordanelven.
Tidsepoken fra istidens højdepunkt 18.000 f.Kr. og til 12.000 f.Kr. kaldes ofte Epipaleolitisk – og kommer forud for den "naturfiske" eller Neolitisk periode fra 12.000 f.Kr., da regulært jordbrug med bevidst og systematisk plantning af korn og husdyrhold opstod i Mellemøsten.
Ohalo er på mange måder en anakronisme, andre steder fra samme periode vidner om en mere "primitiv" levevis med nomadisk eller sæsonafhængig jæger- og samler-samfund.